# الخيايطة
الخيايطة قرية مغربية صغيرة توجد جنوب مدينة الدار البيضاء عند النقطة الكيلومترية 22 على الطريق الرابطة بين مدينتي الجديدة وولاية الدار البيضاء الكبرى. تنتمي الخيايطة لإقليم سطات وتضم 17.538 نسمة (إحصاء 2004). تكونت حول عين مائية نضب معينها بسب قلة النية كما قال مؤسسها (قد نيتكم قد مائكم) وهو سيدي عبد الله الخياط سليل الامام علي بن أبي طالب. ويعد المستقبل بتحولها إلى مدينة وتنتمي ترابيا إلى هضبة الشاوية وإداريا إلى إقليم السطات، ومن بين العائلات المعروفة  "ولاد محفوض بن علال ولمزاضة "معتاه وأولاد سيدي محمد بن الجيلالي بن الحاج محمد المعروف ب(عزيزي)ونسبهم الأصلي الرفاعي وبعض غيروه مثل الخياطي وخليفةوبنو عمومتهم أولاد الحاج علال بن الحاج ادريس وأولاد سيدي عبد الرحمان نورالعين الخياطي. وأولاد خي شعيب الناقي وتتضمن عدة دواوير من أبرزها دوار العسكري الدي يقع جنوب شرق الخيايطة.هدا الدوار يعتبر أكبر الدواوير في المنطقة من حيت تجمعه خلافا لباقي الدواوير التي جاءت متفرقة.رغم كل هذا. فهذا الدوار السالف دكره لايزال يعاني التهميش من حيث افتقاره لماء وانعدام الطريق إضافة لكل دلك فهو يعني التهميش من قبل الجماعة القروية.